# Schaal van Danjon
De schaal van Danjon is een schaal om de helderheid van de maan tijdens een maansverduistering te waarderen. De zonnestralen worden door de atmosfeer gebogen waardoor er indirect zonlicht op de maan valt. De helderheid en tevens de kleurintensiteit hangt af van de hoeveelheid licht die de aardatmosfeer doorlaat. De zonnestralen worden door de atmosfeer gebogen waardoor er indirect zonlicht op de maan valt.

## Schaal[1]
- 0 - zeer donker
- 1 - donderbruin / donkergrijs
- 2 - roestkleur
- 3 - baksteenkleur
- 4 - koperrood / oranje